# Onesiforus
Onesiforus (Oudgrieks: Ὀνησιφόρος, Onesiphoros, "voordeel- of winstbrenger") is in het Nieuwe Testament een christen die Paulus opzoekt in de gevangenis te Rome.

## Leven
Volgens de orthodoxe traditie was de heilige Onesiforus een van de zeventig discipelen die door Jezus waren gekozen en uitgezonden om te prediken. Ze werden gekozen enige tijd na de selectie van de Twaalf Apostelen (Lucas 10:1-24). St. Onesiforus was bisschop in Colophon (Klein-Azië) en later in Korinthe. Zowel de orthodoxe als de rooms-katholieke kerken geloven dat hij een martelaar stierf in de stad Paros (niet ver van Efeze) aan de kust van de Hellespont.

## 2 Timotheüs
De vervolging van christenen tijdens de regering van Nero maakte Rome een gevaarlijke stad voor christenen. Paulus prijst Onesiforus voor zijn gastvrijheid, vriendelijkheid en moed. Onesiforus wordt vergeleken met de andere christenen in Azië die Paulus op dat moment in de steek hadden gelaten. In 2 Timotheüs 1:16-18 stuurt Paulus een groet naar het huisgezin van de man in Efeze en verwijst naar de hulp die hij eerder in Efeze aan Paulus heeft getoond. Timotheüs, die de gemeente van Efeze leidde, is bekend met deze daden. Paulus' lof voor Onesiforus is significant omdat het kort voor Paulus' dood is geschreven als laatste aanmoediging aan Timotheüs:
"Moge de Heer zich ontfermen over het huisgezin van Onesiforus, want hij heeft mij vaak nieuwe moed en kracht gegeven. Hij heeft zich niet geschaamd voor mijn gevangenschap. Integendeel, toen hij in Rome was, heeft hij mij juist heel ijverig gezocht tot hij mij gevonden had. Moge de Heer hem genadig zijn op de dag dat hij zelf hulp nodig heeft. En alles wat hij in Efeze voor mij heeft gedaan, weet u beter dan wie ook." — 2 Timotheüs 1:16-18 (NBV)

### Theologische Discussie
Er zijn wetenschappers die beweren dat Onesiforus reeds gestorven was op het moment dat Paulus zijn brief schreef. Dit leidt men af uit het feit dat hij de verleden tijd gebruikt. Als dit zo is, moet 2 Timoteüs 1:18 worden opgevat als een gebed voor de dode. De groet van Paulus aan Priscilla en Aquila en het huis van Onesiforus kan dan ook worden opgevat als bemoediging voor hen die nog wel in leven zijn.
Opmerkelijk is ook dat Onesiforus een reis van 1600 kilometer maakte, over drie grote waterlichamen van het ene continent naar het andere (van Efeze (tegenwoordig Turkije) naar Rome (tegenwoordig Italië) om specifiek naar Paulus in de gevangenis te zoeken en hem te troosten.

## Viering
Onesiforus is een heilige martelaar in de Rooms-Katholieke Kerk. Hij zou overleden zijn in het jaar 81. Zijn feestdag is 6 september, samen met zijn bediende Porfyrius.
- Gemeinsame Normdatei: 1203817002
- Virtual International Authority File: 5639158070723908780001